# Antonio Gava
Pour les articles homonymes, voir Gava.
Antonio Gava (né à Castellammare di Stabia le 30 juillet 1930 et mort à Rome le 8 août 2008) est un homme politique italien, membre de la Démocratie Chrétienne (DC). Fils de Silvio Gava, il a été 13 fois ministre et l'un des plus influents personnages du Parti Démocrate-Chrétien en Campanie de 1968 à 1993, lorsqu'il a été inculpé de collusion avec une organisation criminelle. En collaboration avec Arnaldo Forlani et Vincenzo Scotti, il était le leader du courant de la DC est Alleanza Popolare (ou Grande centro doroteo).

## Biographie
Antonio Gava est né à Castellammare di Stabia dans la Province de Naples et est diplômé en droit. 
Après avoir été élu en Campanie pour la DC, en 1972 il est élu pour la première fois au Parlement italien. Au sein de la DC, il est l'un des principaux chefs du courant dorotei.
En 1980, il est nommé Ministre des Relations avec le Parlement dans le cabinet dirigé par Arnaldo Forlani. 
Il apporte la force de son courant à l'élection de Ciriaco De Mita comme secrétaire national du parti, lui assurant la consolidation de son poids politique nationale, qui se traduit par les trois postes de Ministre de la poste et des Télécommunications, et les deux nominations comme Ministre de l'Intérieur, de 1988 à 1990. Il peut ainsi assoir son système clientéliste local en faisant embaucher par le ministère des Postes,  3 808 personnes originaires de la province de Naples.  
Il a dû renoncer au ministère de l'Intérieur quand il a été frappé par un avc.
Le 21 septembre 1994, il a été arrêté, accusé d'avoir accordé des faveurs à la Camorra napolitaine en échange de votes rassemblés par celle-ci. Ses présumés contacts concernent le clan dirigé par Raffaele Cutolo et ensuite avec celui de Carmine Alfieri de Nola. Selon le Repenti Pasquale Galasso, Antonio Gava et son père ont eu des liens étroits avec Alfonso Rosanova, le « père spirituel  » de Cutolo,.
Antonio Gava a également été impliqué avec Vincenzo Scotti, dans la libération controversée de Ciro Cirillo, enlevé par le groupe terroriste des Brigades rouges en 1981. Officiellement  les Chrétiens-Démocrates ont refusé de négocier avec les terroristes, mais en réalité, les responsables politiques et les membres des services secrets auraient sollicité le boss de la Camorra, Raffaele Cutolo en prison afin de négocier avec les membres emprisonnés de Brigades Rouges. Une rançon a été versée pour la libération de Ciro Cirillo.
Malgré les nombreuses accusations et charges, Antonio Gava est acquitté après 13 ans de combats judiciaires et a annoncé qu'il allait poursuivre l'état pour 38 millions d'euros de dommages et intérêts : 3 millions pour les pertes professionnelles, 10 millions pour les dommages financiers, 10 millions pour le préjudice moral et 15 millions pour les dommages causés à son image.
Antonio Gava est mort à Rome le 8 août 2008, à l'âge de 78 ans après une longue maladie. En raison de son long règne en politique locale, il a été surnommé le « Vice-Roi de Naples ». Gava était connu pour son « look », un chapeau à large bord, une canne en ivoire, un anneau d'or et un cigare entre ses lèvres.

## Sources
- (en) Behan, Tom (1996). La Camorra, Londres: Routledge,  (ISBN 0-415-09987-0)
- (en) Stille, Alexander (1995). Excellent Cadavres. La Mafia et la Mort de la Première République italienne, New York: Vintage  (ISBN 0-09-959491-9)